# Meretseger (reina)
Meretseger (qué significa: "La que ama el silencio") Fue una antigua Reina Consorte de Egipto y la primera en portar el título de Gran esposa real.
Meretseger aparece en fuentes del Imperio Nuevo de Egipto como esposa de Senusret III . Según esta, sería la primera reina consorte egipcia en ostentar el título de Gran Esposa Real , que se convirtió en el título estándar para las esposas principales de los faraones. También fue la primera reina consorte cuyo nombre se escribió en un cartucho . Sin embargo, dado que no existen fuentes contemporáneas relacionadas con Meretseger, lo más probable es que sea una creación del Imperio Nuevo. 
Junto con Khenemetneferhedjet II y Neferthenut , es una de las tres esposas conocidas de Senusret III (una cuarta, posible esposa, es Sithathoriunet ). Fue representada en una estela del Imperio Nuevo , actualmente en el Museo Británico (EA846), y en una inscripción en Semna que data del reinado de Tutmosis III .